# デヴィン・ヘイニー
デヴィン・ヘイニー（Devin Haney、1998年11月17日 - ）はアメリカ合衆国のプロボクサー。カリフォルニア州サンフランシスコ出身。元WBAスーパー・WBC・IBF・WBO世界ライト級統一王者。元WBC世界スーパーライト級王者。世界2階級制覇王者。
父親のビル・ヘイニーがトレーナーとマネージャーに就いている。デビン・ヘイニーと表記されることもある。

## 来歴

### アマチュア時代
2013年6月、全米ジュニア選手権に54kg級で出場し、決勝でルーベン・ヴィラに敗退。
2013年9月、AIBA世界ジュニア選手権に54kg級で出場し、3回戦でロシア人選手に敗退。
2014年1月、全米ジュニア選手権に57kg級で出場し、決勝でライアン・ガルシアを破り優勝。
2015年1月、全米ユース選手権に60kg級で出場し、3回戦でライアン・ガルシアを破り優勝。

### プロ時代
16歳でプロへ転向。しかしアメリカでは年齢制限のため試合を行えなかったため、プロデビュー戦から最初の4戦はメキシコで試合を行った。
2016年4月9日、アメリカでのデビュー戦をMGMグランド・ガーデン・アリーナにてマニー・パッキャオ 対 ティモシー・ブラッドリー第3戦の前座ででラファエル・バスケスと対戦し、4回3-0（40-36×3）の判定勝ちを収めた。
2018年5月11日、フィラデルフィアの2300アリーナでUSBA全米ライト級王座決定戦をメイソン・メナードと行いメナードが9回終了時に棄権したためTKO勝ちが宣告され王座を獲得した。
2018年9月28日、テメキュラのペチャンガ・リゾート・アンド・カジノでファン・カルロス・ブルゴスとIBF北米ライト級王座決定戦を行い、10回3-0（100-90×2、97-93）の判定勝ちを収め王座を獲得した。
2019年1月11日、シュリーブポートのステージ・ワークスでスリサニ・ンドンゲニとWBCインターナショナル及びWBOインターコンチネンタルライト級王座決定戦を行い、10回3-0（100-90×2、99-90）の判定勝ちを収め両王座を獲得した。
2019年4月25日、自身が主宰するデヴィン・ヘイニー・プロモーションズとエディー・ハーンのマッチルーム・スポーツ・USAと共同プロモーション契約を結んだ。
2019年5月25日、メリーランド州オクソン・ヒルのMGM・ナショナル・ハーバーでアントニオ・モランとWBAインターナショナルライト級王座決定戦を行い7回2分32秒KO勝ちを収めWBCインターナショナル王座及びWBOインターコンチネンタル王座は初防衛に成功、WBAインターナショナル王座を獲得した。
2019年9月13日、マディソン・スクエア・ガーデン内フールー・シアターでザウル・アブドゥラエフと当初はWBC世界ライト級挑戦者決定戦を行う予定だったが、WBC世界ライト級暫定王座決定戦に変更して試合は行われ、4回終了時にアブドゥラエフが棄権したためTKO勝ちを収め王座を獲得した。
2019年10月23日、WBCは正規王者のワシル・ロマチェンコをフランチャイズ王者に昇格させ、暫定王者のヘイニーを正規王者に昇格させた。この動きに対してヘイニーのプロモーターであるエディー・ハーンは、「ヘイニーはロマチェンコと対戦したかったのに、トップランク社がロマチェンコがフランチャイズ王者になれるよう要求し、WBCがロマチェンコをフランチャイズ王者にしたことで、ロマチェンコは指名試合の義務がなくなり、誰も彼に触れられなくなった」「ヘイニーは尊敬されず、批判を受けます。でもそれはヘイニーのせいではありません。彼はワシル・ロマチェンコと対戦しようと必死でした。しかし彼は対戦できないと言われたのです」と批判した。
2019年11月9日、ロサンゼルスのステイプルズ・センターでWBC世界ライト級14位のアルフレド・サンティアゴと対戦し、12回3-0（120-107×3）の判定勝ちを収め初防衛に成功した。この興行のメインイベントはKSI対ローガン・ポールのYouTuber対決だったが、その前座で世界王者であるヘイニーの試合が組まれたことについて、ボクシング関係者を中心に批判の声が上がった。
2019年12月12日、上述のサンティアゴとの試合で肩を負傷して手術を受けたことを理由に休養王座に認定された。
2020年4月22日、WBCは肩の負傷から回復したヘイニーを正規王座に復帰すると共に、ルーク・キャンベルとライアン・ガルシアとの間で行われるWBC世界ライト級暫定王座決定戦の勝者との対戦を義務付けた。
2020年11月7日、約1年ぶりの試合をフロリダ州ハリウッドにてWBC世界ライト級10位のユリオルキス・ガンボアと対戦し、12回3-0（118-109、120-107×2）の判定勝ちを収め2度目の防衛に成功した。
2021年5月29日、ネバダ州のミケロブ・ウルトラ・アリーナでWBC世界ライト級4位のホルヘ・リナレスと対戦し、12回3-0（116-112×2、115-113）の判定勝ちを収め3度目の防衛に成功した。
2021年12月4日、ネバダ州のMGMグランド・ガーデン・アリーナでWBC世界ライト級暫定王者ジョセフ・ディアスと対戦し、12回3-0（116-112、117-111×2）の判定勝ちを収め団体内王座統一に成功すると共に、4度目の防衛に成功した。
2022年3月、マッチルーム・スポーツ・USAを離れトップランク社と契約した。

#### ライト級4団体統一
2022年6月5日、オーストラリア・メルボルンのマーベル・スタジアムに41,129人の観衆を動員して、WBAスーパー・WBCフランチャイズ・IBF・WBO世界ライト級王者ジョージ・カンボソス・ジュニアと4団体統一戦を行い、12回3-0（116-112×2、118-110）の判定勝ちを収め男子ボクサーとしては史上8人目の主要4団体統一王者となった。
2022年6月17日、カンボソスがヘイニー戦の再戦条項を行使した。
2022年10月16日、メルボルンのロッド・レーバー・アリーナでジョージ・カンボソス・ジュニアとダイレクトリマッチで再戦し、12回3-0（119-109、118-110×2）判定勝ちを収め王座防衛に成功した。

##### vs ロマチェンコ
2023年5月20日、ラスベガスのMGMグランド・ガーデン・アリーナにて元3階級制覇王者ワシル・ロマチェンコと対戦し、12回3-0（116-112、115-113×2）の判定勝ちを収め王座防衛に成功した。しかし、多くのボクシング関係者やファンがロマチェンコの勝利を支持する物議を醸す判定となった。この試合はアメリカ・カナダ向けにESPN+ PPVとして生配信された。この試合でヘイニーは400万ドル（約5億6千万円）、ロマチェンコは300万ドル（約4億2千万円）のファイトマネーを稼いだが、ヘイニーは前日計量において、ロマチェンコを突然強く突き飛ばした行為について、ネバダ州アスレチック・コミッションから2万5千ドル（約350万円）の罰金を科せられた。
2023年7月13日、交通違反を取り締まっていた警察に、危険な車線変更と方向指示器の不使用で停車を命じられ、車内を捜索されたところ、運転席の下から半自動拳銃が見つかり、ヘイニーは運転をしておらず、銃の所有者も不明だったが、車の登録者がヘイニーであったため、武器を隠し持っていた容疑で逮捕・起訴された。
2023年8月1日、WBCは、ヘイニーにライト級で王座を防衛するのか、スーパーライト級へ階級を上げるのかを決めるよう要請したが、ヘイニーはライト級王座を保持したままでのWBCスーパーライト級王者レジス・プログレイスへの挑戦を希望した。しかしこれに、ライト級の指名挑戦者であるシャクール・スティーブンソンが反発し、ヘイニーからライト級王座を剥奪するよう要請、このためWBCは、ヘイニーをライト級の休養王者に認定した。

#### スーパーライト級・2階級制覇
2023年11月29日、ヘイニーは階級を上げるためにWBAスーパー・IBF・WBO世界ライト級王座及びWBC休養王座を返上した。
2023年12月9日、サンフランシスコのチェイス・センターにてスーパーライト級転向初戦としてWBC世界スーパーライト級王者のレジス・プログレイスに挑戦。3回にダウンを奪い、12回3-0（120-107×3）の判定勝ちを収め王座獲得に成功、2階級制覇王者となった。この試合はアメリカ・カナダ向けにDAZN PPVとして生配信された。この試合でヘイニーは400万ドル（約5億6千万円）、プログレイスは300万ドル（約4億2千万円）のファイトマネーを稼いだ。

##### vs ガルシア
2024年1月6日、ヘイニーの挑戦者としてWBC世界スーパーライト級7位のライアン・ガルシアとの対戦交渉が進められていたが、ガルシアはフロイド・メイウェザー・ジュニアからアドバイスを受けると急遽考えを変えメイウェザー・プロモーションズ所属選手でWBA世界スーパーライト級王者のロランド・ロメロとの対戦交渉に切り替えた、それを知ったヘイニーはガルシアに対し「二度と俺の名前を口にするな、女々しいやつが」と怒りを露わにした。しかし、その後ロメロがイサック・クルスと対戦することを選択したため、ヘイニーとガルシアの対戦が決定した。
2024年4月17日、ガルシアとの試合3日前にプロモーションのためエンパイア・ステート・ビルの屋上でフェイスオフのセレモニーが行われたが、2人が顔を突き合わせた際に言い合いになるとヘイニーがガルシアを突き飛ばした。この日の夜にヘイニーとガルシアは試合のプロモーションを兼ねてシティ・フィールドでニューヨーク・メッツの始球式を行う予定になっており、球場入りしてキャッチボールをするなど始球式を行う準備をしていたが、この騒動の影響でメッツの関係者が暴行事件に発展することを危惧し2人の始球式を急遽中止にした。
2024年4月19日、前日計量が行われたが、午前中に非公開で行われた公式計量で、ガルシアはスーパーライト級の規定体重を3.2ポンド（約1.4kg）のオーバーとなる143.2ポンドで計量し、時間の猶予を与えられる再計量も拒否したため、そのまま体重超過で計量失格となり、王座獲得の権利を剥奪された。このため両陣営は交渉を行い、ガルシアが60万ドル（約9200万円）とペイ・パー・ビューがある一定件数以上売れた場合に2％の歩合の罰金を支払うこと及び、体重超過があった場合に行われることが多い体重リカバリーを抑えるための試合当日の計量は実施しないことで合意し、試合が行われることになった。午後にファンや記者向けに公開で行われたセレモニー計量では、ガルシアは片手に瓶ビールを持って登場し、体重計に乗ると堂々とその瓶ビールをラッパ飲みで一気に飲み干したが、ファンからブーイングが起こるとガルシアはマイクで「くたばれ。結局俺があいつをノックアウトすれば、またみんな俺を応援するんだ」と叫んだ。また、ガルシアはSNSに悪びれる様子もなく「なぜ弱くなるかもしれないのに無理やり体重を落とさなくちゃいけないんだ？俺は勝つためにここにいるんだ」や「気分は最高だ、3ポンドのアドバンテージを得られた。勝者はやるべきことをやるんだ」と投稿した。
2024年4月20日、ニューヨークのバークレイズ・センターにてWBC世界スーパーライト級7位のライアン・ガルシアと対戦。試合前のオッズでヘイニーは1.1倍対6.8倍で圧倒的有利と目されていたが、7回、10回、11回と計3度のダウンを奪われ、番狂わせとなる12回0-2（112-112、110-114、109-115）の判定負け。キャリア32戦目で初黒星を喫した。なお、上記の通りガルシアは体重超過により王座獲得の権利を剥奪されていたため、王座は空位となるはずだったが、WBC会長のマウリシオ・スライマンはそれを覆し、ヘイニーが王座を引き続き保持すると発表した。ヘイニーはESPNのパウンド・フォー・パウンドで6位だったがこの敗北で一気にランキング外になった。
2024年5月1日、VADA（ボランティア・アンチ・ドーピング協会）がガルシア戦の前日計量後と試合直後に2回実施した薬物検査で、ガルシアから採取された尿のAサンプルから2回ともパフォーマンス向上薬の一種であるオスタリンの陽性反応が検出されたことが報道された。
2024年5月11日、ヘイニーは弁護士を通じて、ガルシアが故意に体重超過をしてさらに2回禁止薬物の陽性反応が検出され、また禁止されている点滴を使用した（ガルシアが試合前に点滴を使用する動画が流出）ことは重大な違反であると主張し、ガルシアから検出されたオスタリンの検出量は各地のアスレチック・コミッションが定める制限値をはるかに超える35～60倍で、前例として2016年に同じようにオスタリンの陽性反応が検出され試合結果が失格負けに変更されたルシアン・ブーテのケースを引用して、試合結果をドーピング違反の大半の処分で下されるノーコンテストではなくガルシアの失格負けに変更するよう要請する書簡をニューヨーク州アスレチック・コミッション（NYSAC）に送付した。
2024年6月18日、WBC世界スーパーライト級王者デヴィン・ヘイニーと、同級1位サンドル・マルティンによる指名試合の入札が行われ、マルティンを擁するトップランクが242万ドルで入札し、他の入札者がいなかったためトップランクが興行権を落札した。これにより落札額の10%にあたる24万2000ドル（約3900万円）は勝利ボーナスとなり、ヘイニーは残りの70％にあたる152万4600ドル（約2億4千万円）、マルティンは残りの30％にあたる653400ドル（約1億円）のファイトマネーを受け取ることになった。しかし、ヘイニーはSNSで「マッチルーム…ひどい仕事だ」「自分で入札すべきだった」と不満を漏らした。また、マッチルームが入札に参加しなかった理由をエディー・ハーンは「我々はデヴィンと契約を結んでいない。魅力的な試合ではないし、DAZNがやる気を出すような試合でもなければ、価値のある試合でもない。デヴィンはフリーエージェントで、自身のプロモーション会社を持っている」と語った。
2024年6月20日、ガルシアがニューヨーク州アスレチック・コミッションと処分を受け入れることで和解合意に達し、コミッションはガルシアに1年間の試合出場停止処分、契約書に記載されたファイトマネー全額120万ドル（約1億9千万円）をプロモーターのゴールデンボーイ・プロモーションズへ返金（PPV収入分の返金はなし）、1万ドル（約150万円）の罰金処分を科し、また試合結果もノーコンテストに変更されたことが発表された。ヘイニーはSNSで、ガルシアはPPVの収入が大半なのでファイトマネーだけでなくPPVの収入を含めた全ての報酬を返金させるべきと主張し、ゴールデンボーイ・プロモーションズに対しても「ゴールデンボーイがまるで（試合をして）殴られたように金を受け取っているなんて理解できない。それに彼らはこのドーピング問題について一切声明を出していないじゃないか」と非難した。
2024年6月24日、ガルシア戦のダメージによりすぐに防衛戦を行うには「肉体的にも、精神的にも、感情的にも不健康である」というヘイニーの要望により、WBCはヘイニーのWBC世界スーパーライト級王座を剥奪した上で休養王座に認定し、暫定王者のアルベルト・プエジョを正規王者に昇格した。

## 人物・エピソード
- 2023年5月、ヘイニーは50戦無敗で引退した元世界5階級制覇王者フロイド・メイウェザー・ジュニアを引き合いに出し「彼の戦績がボクシングを台無しにし、今や無敗記録こそが全てになってしまった。だからボクサー達はお互いに（強豪同士の）対戦を避け、無敗記録を維持したがっている」とし、また「（総合格闘技団体の）UFCでは、ファイターがお互いに避けることなく戦い、負けてもファイターの株が上がることさえある」「元UFC世界ミドル級王者のイスラエル・アデサンヤを見てくれ。彼は（アレックス・ペレイラに）負けて、リベンジし、より偉大な存在になったんだ」と語っている[54]。
- 2019年にイスラム教に改宗したムスリムである[55]。
- スーパーライト級転向初戦となった2023年12月9日のレジス・プログレイス戦で、ヘイニーは前日計量では140ポンドだったが、1日で体重を25ポンド（約11.3kg）リバウンドさせ、試合当日の非公式計量では160ポンドだった[56]。

## 戦績
- プロボクシング：33戦 32勝 (15KO) 無敗 1無効試合

| 戦           | 日付           | 勝敗 | 時間    | 内容    | 対戦相手                             | 国籍             | 備考                                                                                               |
| ------------ | -------------- | ---- | ------- | ------- | ------------------------------------ | ---------------- | -------------------------------------------------------------------------------------------------- |
| 1            | 2015年12月11日 | ☆    | 1R 0:33 | TKO     | ゴンサロ・ロペス                     | メキシコ         | プロデビュー戦                                                                                     |
| 2            | 2015年12月18日 | ☆    | 1R 1:36 | TKO     | ホセ・イニゲス                       | メキシコ         | |
| 3            | 2016年2月20日  | ☆    | 6R      | 判定3-0 | ホルヘ・エドガル・シラ               | メキシコ         | |
| 4            | 2016年3月19日  | ☆    | 1R 2:26 | TKO     | ローマン・メレンデス                 | メキシコ         | |
| 5            | 2016年4月9日   | ☆    | 4R      | 判定3-0 | ラファエル・バスケス                 | プエルトリコ     | |
| 6            | 2016年5月21日  | ☆    | 4R 1:34 | TKO     | ジャイロ・バルガス                   | アメリカ合衆国   | |
| 7            | 2016年6月25日  | ☆    | 6R      | 判定3-0 | クレイ・バーンズ                     | アメリカ合衆国   | |
| 8            | 2016年8月12日  | ☆    | 2R 1:45 | TKO     | ハビエル・メラス                     | メキシコ         | |
| 9            | 2016年8月27日  | ☆    | 6R      | 判定3-0 | カルロス・カスティージョ             | アメリカ合衆国   | |
| 10           | 2016年9月15日  | ☆    | 5R 1:19 | TKO     | マイク・ファウラー                   | アメリカ合衆国   | |
| 11           | 2016年10月21日 | ☆    | 5R 1:45 | TKO     | カルロス・アントニオ・アビラ         | メキシコ         | |
| 12           | 2017年1月12日  | ☆    | 1R 1:49 | TKO     | オディロン・リベラ・メザ             | メキシコ         | |
| 13           | 2017年1月28日  | ☆    | 2R 0:56 | KO      | ダニエル・アルマンド・ヴァレンズエラ | メキシコ         | |
| 14           | 2017年3月4日   | ☆    | 4R 1:34 | TKO     | マキシミーノ・トアラ                 | メキシコ         | WBC世界ライト級ユース王座決定戦                                                                    |
| 15           | 2017年4月15日  | ☆    | 8R      | 判定3-0 | エクトル・ガルシア                   | メキシコ         | |
| 16           | 2017年6月24日  | ☆    | 5R 1:51 | KO      | ミゲル・アンヘル・ペレス・アイスプロ | メキシコ         | |
| 17           | 2017年9月22日  | ☆    | 8R      | 判定3-0 | エンリケ・ティノコ                   | メキシコ         | |
| 18           | 2017年11月4日  | ☆    | 5R 1:39 | TKO     | ハムザ・センペウォ                   | ウガンダ         | |
| 19           | 2018年5月11日  | ☆    | 9R 終了 | TKO     | メイソン・メナード                   | アメリカ合衆国   | USBA全米ライト級王座決定戦                                                                         |
| 20           | 2018年9月28日  | ☆    | 10R     | 判定3-0 | ファン・カルロス・ブルゴス           | メキシコ         | IBF北米ライト級王座決定戦                                                                          |
| 21           | 2019年1月11日  | ☆    | 10R     | 判定3-0 | スリサニ・ンドンゲニ                 | 南アフリカ共和国 | WBCインターナショナル・WBOインターコンチネンタルライト級王座決定戦                                 |
| 22           | 2019年5月25日  | ☆    | 7R 2:32 | TKO     | アントニオ・モラン                   | メキシコ         | WBAインターナショナルライト級王座決定戦 WBCインターナショナル防衛1・WBOインターコンチネンタル防衛1 |
| 23           | 2019年9月13日  | ☆    | 4R 終了 | TKO     | ザウル・アブドゥラエフ               | ロシア           | WBC世界ライト級暫定王座決定戦→正規王座に認定                                                       |
| 24           | 2019年11月9日  | ☆    | 12R     | 判定3-0 | アルフレド・サンティアゴ             | ドミニカ共和国   | WBC防衛1                                                                                           |
| 25           | 2020年11月7日  | ☆    | 12R     | 判定3-0 | ユリオルキス・ガンボア               | キューバ         | WBC防衛2                                                                                           |
| 26           | 2021年5月29日  | ☆    | 12R     | 判定3-0 | ホルヘ・リナレス                     | ベネズエラ       | WBC防衛3                                                                                           |
| 27           | 2021年12月4日  | ☆    | 12R     | 判定3-0 | ジョセフ・ディアス                   | アメリカ合衆国   | WBC世界ライト級王座統一戦 WBC防衛4                                                                 |
| 28           | 2022年6月5日   | ☆    | 12R     | 判定3-0 | ジョージ・カンボソス・ジュニア       | オーストラリア   | WBA・WBC・IBF・WBO世界ライト級王座統一戦 WBC防衛5 WBA・IBF・WBO・リングマガジン王座獲得            |
| 29           | 2022年10月15日 | ☆    | 12R     | 判定3-0 | ジョージ・カンボソス・ジュニア       | オーストラリア   | WBA防衛1・WBC防衛6・IBF防衛1・WBO防衛1                                                             |
| 30           | 2023年5月20日  | ☆    | 12R     | 判定3-0 | ワシル・ロマチェンコ                 | ウクライナ       | WBA防衛2・WBC防衛7・IBF防衛2・WBO防衛2                                                             |
| 31           | 2023年12月9日  | ☆    | 12R     | 判定3-0 | レジス・プログレイス                 | アメリカ合衆国   | WBC世界スーパーライト級タイトルマッチ                                                              |
| 32           | 2024年4月20日  | －   | 12R     | NC      | ライアン・ガルシア                   | アメリカ合衆国   | |
| 33           | 2025年5月2日   | ☆    | 12R     | 判定3-0 | ホセ・カルロス・ラミレス             | アメリカ合衆国   | |
| 34           | 2025年11月22日 | -    | -       | -       | ブライアン・ノーマン・ジュニア       | アメリカ合衆国   | WBO世界ウェルター級タイトルマッチ 試合前                                                           |
| テンプレート |                |      |         |         |                                      |                  | |

## 獲得タイトル
- WBC世界ライト級ユース王座
- USBA全米ライト級王座
- IBF北米ライト級王座
- WBCインターナショナルライト級王座
- WBOインターコンチネンタルライト級王座
- WBAインターナショナルライト級王座
- WBC世界ライト級暫定王座（防衛0=正規王座に認定）
- WBC世界ライト級王座（防衛7=休養王座に認定)
- WBC世界ライト級休養王座（防衛0=返上）
- WBA世界ライト級スーパー王座（防衛2=返上)
- IBF世界ライト級王座（防衛2=返上)
- WBO世界ライト級スーパー[57]王座（防衛2=返上)
- リングマガジン世界ライト級王座
- WBC世界スーパーライト級王座（防衛0=休養王座に認定）
- WBC世界スーパーライト級休養王座（防衛0）

## ペイ・パー・ビュー売上げ
| 開催年月日    | イベント                                                | 販売件数 | テレビ局           | 備考     |
| ------------- | ------------------------------------------------------- | -------- | ------------------ | -------- |
| 2024年4月20日 | デヴィン・ヘイニー vs. ライアン・ガルシア               | N/A      | DAZN               | 70ドル   |
| 2023年12月9日 | デヴィン・ヘイニー vs. レジス・プログレイス             | 5万5千件 | DAZN               | 60ドル   |
| 2023年5月20日 | デヴィン・ヘイニー vs. ワシル・ロマチェンコ             | 15万件   | ESPN+              | 60ドル   |
| 2022年6月5日  | ジョージ・カンボソス・ジュニア vs. デヴィン・ヘイニー 1 | 7万件    | （オーストラリア） | 60豪ドル |